# レアアース仮説
レアアース仮説（レアアースかせつ、英: rare Earth hypothesis）は、地球で起こったような複雑な生物の誕生と進化は宇宙の中で極めてまれな現象であるとする仮説。一つの考え方である。
2000年、古生物学者ピーター・ウォードと天文学者ドナルド・ブラウンリーが発表した書籍 Rare Earth: Why Complex Life Is Uncommon in the Universe（直訳: 『まれな地球: なぜ複雑な生命は宇宙にありふれていないのか』）から来た用語である。レアアースは「まれな地球」の意味で、「希土類仮説」は誤訳。(その場合はrare earth hypothesis)
レアアース仮説によれば、地球環境が生命の誕生と進化に適したまれな環境となっているのは単なる偶然である。宇宙は文明を持つ高い知能がある地球外生命で満ちあふれているといった考えは誤りとなり、フェルミのパラドックスに対する一つの回答になる。ここで注意すべきことは、高い知能がある地球外生命が稀なのであり、地球外生命そのものが稀というわけではない。

## まれである理由
ドレーク方程式の立場からは、レアアース仮説は方程式の各係数を非常に低く見積もることに相当する。天文学の進歩を反映し、「生命の誕生に適した銀河」などドレークが重視していなかった条件が加わることになる。また、地球上の生物の進化の歴史も、パラメーターを低く見積もられねばならないことを示している。レアアース仮説は主に生命が誕生・進化する環境についての仮説であるが、この他に生命の誕生や複雑な生命の進化といった現象は環境が条件を満たしていたとしてもまれな現象である可能性もある。

## 背景
惑星探査以前は、金星や火星の環境は地球に似ており太陽系は知的生物を含む生命で満ちあふれているとの考えが強かった。しかし、惑星探査によりそれらの惑星の環境が苛酷なもので微生物の1つも存在しないということが明らかになり、太陽系で生命が存在するのは地球だけだという考えが一般的になった。レアアース仮説はその延長線上にあるといえる。
地球外知的生命探査 (SETI) の当初は、直ちに地球外知的生命の電波が見つかるだろうとの楽観的な見方もあった。しかしオズマ計画から40年（『Rare Earth』出版時）がたち、しかも探査はどんどん大規模になってきたにもかかわらずそれらしい電波は何も見つかっていない。「宇宙のこのあたりには我々しかいないらしい」というのがSETIの最大の成果であるとも言える。
系外惑星の発見以前は、系外惑星系も太陽系に似ているというのが自明の前提として考えられていた。しかし実際に発見されたのは、ホット・ジュピターやエキセントリック・プラネットなど太陽系とはまったく異質な、しかも惑星系内の生命にとって危険なものがほとんどだった。これから、太陽系は特殊なのではないかという考えが広まった。
地球史の理解に伴い、地球生命がかつて何度も苛烈な地球環境の激変に直面し大量絶滅を経験してきたことが明らかになってきた。巨大隕石の衝突や全球凍結はその一例である。地球生命の多様性は着実に向上してきたのではなく、向上しては大量絶滅で多様性を大きく減ずるという繰り返しだった。あと少し条件が悪ければ、大量絶滅により複雑な生命の進化は一向に進まなかったかもしれない。あるいは悪くすれば、生命は全て絶滅していたかもしれない。地球史の初期にはそのような全球殺菌が実際に起こり、生命誕生が1からやり直しになったという仮説も出てきた。
諸説あった月の起源論はジャイアントインパクト説で決着がつきつつある。ただし、地球と月の成分構成などから疑問を唱える学者もおり、2017年には複数衝突説が発表されている。まれな現象で月が誕生したとしたら、月によりもたらされた潮の干満（ある種の仮説では生命の誕生に必要とされる）や地球の自転軸の安定もまれということになる。

## 議論

### 条件は正当か
レアアース仮説で論じられているまれな地球の条件については本当に必要かの立証が不十分である。例えば赤色矮星のフレアが実際に生命の誕生を妨げるかどうかは定かでない。
地球上の様々な極限環境に生命が生息しているという事実と、原始の生命も極限環境の1つである超高熱環境で生まれたという有力な仮説は、レアアース仮説が前提としている「生命に適した環境は限られている」という考えへの反証となりうる。しかし、レアアース仮説が問題にしている環境には地球上の極限環境を越えた苛烈な環境もある。たとえば、水のない環境で繁殖する生命は知られていない。
レアアース仮説で論じられているのは地球型生命の条件であり、異質な環境では異質な生命が生まれる可能性もある。レアアース仮説が前提としている「地球型生命が生命の唯一の形態である」という考えは、かつてカール・セーガンが「地球ショーヴィニズム」として批判した考えである。
条件が必要だとしても、本当にまれかどうかは定かでない。例えば月を生んだジャイアントインパクトはかつては非常にまれな現象と考えられたが、太陽系の探査が進むにつれ、それほど珍しい現象ではないとの理解が広まってきた。ハビタブルゾーンの幅も、地球環境の恒常性によっては大きく広がりうる。
また、「まれ」の定量的意味も重要である。たとえば、太陽系内の天体のうち0.001%に生命が存在すると仮定すれば、生命の存在頻度はきわめて高いと結論付けられる。太陽系内では地球以外に火星、エウロパ、イオ、エンケラドスの地殻内に生命存在の可能性があるが、冥王星型矮小惑星、小惑星、彗星を含めた天体数は数え切れない。もちろんこれらの地球外生命は確認されていない。

### 観測事実
レアアース仮説が提唱された当時に知られていた系外惑星は太陽系とは異質なものがほとんどで、レアアース仮説もそれを反映していた。しかしそれらは見つけやすいものだけ見つかったという観測バイアスにすぎない可能性があり、事実徐々にではあるが太陽系に（やや）似た観測の難しい惑星系が発見されつつある。
ALH84001の火星生命が事実なら、レアアース仮説に対する反証となりうる。ただし、AL84001の火星生命は微生物であり、しかも地球に起源する可能性もあり、限定的な反証にとどまる。少なくとも「まれな太陽系」への反証とはならない。

### 哲学的な問題
コペルニクスやブルーノに始まる、地球は特別ではないとする平凡原理や宇宙原理的な宇宙観になじまない。ただし人間原理や観測バイアスの考えからは知的体を生んだという点で地球が特別であることには正当性がある。
ガイア仮説によれば、地球環境の恒常性には何らかのメカニズムがあるということになる。ただしそのメカニズムの詳細は未知であり、レアアース仮説の立場からはそれらは単にまれな偶然ということになる。地質学的研究によれば地球環境はきわめて多様な変化を経験しており、恒常性はない。